# De aanbidding door de koningen (Rembrandt)
De aanbidding door de koningen is een olieverfschilderij toegeschreven aan Rembrandt van Rijn en gedateerd in 1632-1633. Tot de herontdekking in de 21e eeuw werd het verloren gewaand en nam men aan dat het alleen nog bekend was uit kopieën in het Hermitage van Sint-Petersburg en in het Konstmuseum van Göteborg.
Het werk, deel van een Romeinse privécollectie, viel in 2016 van de muur met een kapotte lijst en andere beschadigingen tot gevolg. De eigenaar besloot het schilderij te laten restaureren door Antonella Di Francesco, die tijdens het schoonmaken en verdoeken tot de attributie aan Rembrandt kwam. Haar oordeel werd bijgetreden door andere experten. De conclusies werden in 2021 voorgesteld op een symposium van de Franse Academie van Rome in de Villa Medici. Het formaat en de techniek van de ondertekening komen overeen met de reeks etsen die Rembrandt in die tijd maakte over het leven en de passie van Christus. Guido Talarico, voorzitter van het symposium en van de Fondazione Patrimonio Italia, verklaarde dat het werk door de eigenaar is overgebracht naar Milaan, waar het beschikbaar is voor verder onderzoek door internationale vorsers.

## Voetnoten
1. ↑  Italiaanse ontdekt nieuwe Rembrandt, ilgiornale.nl, 23 juni 2021. Gearchiveerd op 4 april 2023.
2. ↑  A “secret” Rembrandt discovered in Rome after centuries, italy24news.com, 23 juni 2021
3. ↑  Rembrandt ritrovato, a Roma la rivelazione di un'opera attribuita al maestro, ilmessaggero.it, 22 juni 2021. Gearchiveerd op 4 april 2023.

Adriaantje Hollaer · Ahasveros en Haman aan het feestmaal van Esther · De anatomische les van Dr. Deijman · De anatomische les van Dr. Nicolaes Tulp · Andromeda aan de rots geketend · Aristoteles bij de buste van Homerus · Artemisia · Badende vrouw · Bathseba met de brief van koning David · De blindmaking van Simson · De brillenverkoper · Buitenlandse admiraal · Christus in de storm op het meer van Galilea · Christus met een staf · Danaë · David en Uria · De doop van de kamerling · Het feestmaal van Belsazar · Flora · Gelijkenis van de rijke dwaas · Historiestuk · Jacob zegent de zonen van Jozef · Jeremia treurend over de verwoesting van Jeruzalem · Het Joodse bruidje · De maaltijd in Emmaüs · Marten Soolmans en Oopjen Coppit · Mozes en de tafelen der wet · De Nachtwacht · Het offer van Abraham (1635) · Pallas Athene · Portret van een man met handschoenen in de hand · Portret van een man · Portret van Amalia van Solms · Portret van Baertje Martens · Portret van Herman Doomer · Portret van Jan Six · Portret van Johannes Wtenbogaert · Portret van Maurits Huygens · De samenzwering van de Bataven onder Claudius Civilis · De schilder in zijn atelier · De Staalmeesters · De steniging van de Heilige Stefanus · Terugkeer van de verloren zoon · Titus aan de lezenaar · Titus als monnik · De Vaandeldrager · De verloochening van Petrus · De verloren zoon in een herberg · Het vertrek van de Sunammitische vrouw · De vlucht naar Egypte · De vlucht naar Egypte · Zelfportret op jeugdige leeftijd (ca. 1628) · Zelfportret met twee cirkels · Zelfportret als de apostel Paulus